# Traité de la Vesiau
Le traité de la Vesiau, ou traité du port d'Astun, dit aussi traité des bornes du Somport, associe la commune de Jaca (Haut Aragon) et les trois communes de la Haute vallée d'Aspe : Urdos, Cette-Eygun et Etsaut.

## Histoire
Le texte est inscrit au traité des Pyrénées (1659) et cité dans le traité de Bayonne (1856) qui établit des bornes entre le France et l'Espagne.
Reprenant des usages médiévaux, ce traité précise les droits et usages de pacage des éleveurs et gardiens de troupeaux sur le port d'Astun.
Chaque année, il fait l'objet d'une signature entre le maire de Jaca et les maires de trois communes hautes aspoises, Urdos, Etsaut et Cette-Eygun, d'une reconnaissance des bornes frontalières, et d'un signalement de ces faits aux autorités compétentes nationales. La signature, précédée d'une cérémonie internationale officielle en présence des autorités constituées au col du Somport, fait l'objet d'une journée festive entre habitants de Haute Aspe et du Haut Aragon.

## Étymologie
Le mot vesiau signifie en gascon « voisinage ».
Paul Raymond note en 1863 dans son dictionnaire topographique Béarn-Pays basque que « La Vésiau est une dénomination qui s'applique à la réunion des trois communes de Cette-Eygun, d'Etsaut et d'Urdos pour l'exploitation des montagnes ».